# USS Norfolk (DL-1)
El USS Norfolk (DL-1) de la Armada de los Estados Unidos fue la cabeza de serie de los destructores líder de la clase Norfolk. Fue puesto en gradas en 1949, botado en 1951 y comisionado en 1953.

## Construcción

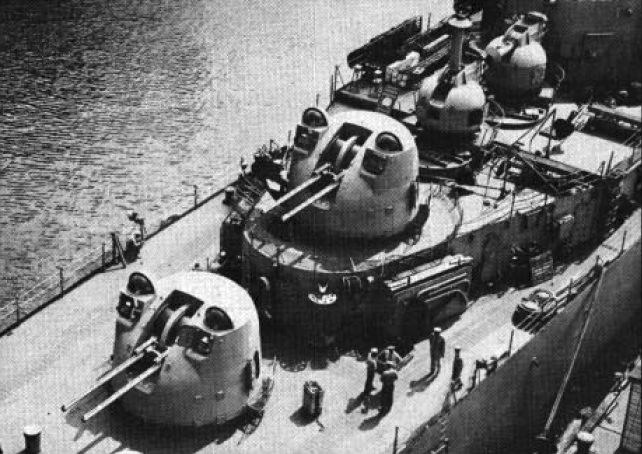
Cañones de 76 mm montados en el destructor USS Norfolk (DL-1)

Construido por New York Shipbuilding Corporation (Camden, Nueva Jersey), puesto en gradas en 1949, botado en 1951 y comisionado en 1953.

### Características
Destructor de 8315 t de desplazamiento y 164 m de eslora; turbinas de vapor (velocidad 33 nudos y autonomía 6000 mni); 8× cañones de 76 mm, 8× cañones de 20 mm, 4× lanzacohetes antisubmarinos Weapon Alpha y 8× tubos lanzatorpedos de 533 mm.

### Servicio
Estuvo en servicio de 1953 a 1973.